# Omicidio di Mariano Romiti

Mariano Romiti

L'omicidio di Mariano Romiti, un poliziotto italiano, venne commesso a Roma il 7 dicembre 1979 dalle Brigate Rosse.

## Storia

### Biografia
Mariano Romiti nacque a Vejano il 10 agosto 1927. Primo di tre figli di una coppia della piccola cittadina viterbese: Antonio Romiti e Filomena Nobili, piccoli raccoglitori diretti. Entrò in Polizia nel 1948 e dopo aver frequentato la Scuola di Caserta, prestò servizio in Reparti di Roma, Senigallia, e, da ultimo, presso la Questura di Roma. Sposa nel 1956 la moglie, Maria Bitti, e diventa padre di quattro figli: Rossella, Adriana, Caterina e Giovanni. Si trasferisce nel quartiere di Torrespaccata di Roma nel 1957, luogo dove anni dopo la sua vita venne stroncata. Prestò servizio nei commissari di Colleferro, San Lorenzo, Porta Pia, Prenestino e, infine Centocelle. Fu nominato Vice Brigadiere nel 1963 e divenne Maresciallo capo Scelto nel 1976 della Squadra di Polizia Giudiziaria del Commissariato di Centocelle. Il suo nome è legato a molte indagini anche importanti. Tra i casi più clamorosi e sconvolgenti che lo coinvolsero vi sono quello di Marco Dominici, il bambino di sette anni scomparso nel 1970 e i cui resti furono rinvenuti in un cunicolo del Forte Prenestino di Roma e quello di Nicoletta Leoncavallo, sedicenne trovata incatenata dalla madre poi arrestata. Inoltre aveva partecipato alla costituzione del primo sindacato della Polizia di Stato.  Ricevette “Parole di Lode” ed encomi per operazioni di polizia giudiziaria di speciale importanza. Operò nelle forze dell’ordine durante i cosiddetti “anni di piombo”.

### Assassinio
In quegli “anni di piombo” in cui era in atto una “guerra” anche il Maresciallo Mariano Romiti entrò a far parte di quella lista di persone che dovevano essere eliminate. Cominciò, insieme ad altri colleghi, a ricevere minacce di morte, pedinamenti. Lui, in particolare, nel periodo dopo l’uccisione del militante di destra Giaquinto, essendo in servizio d’ordine pubblico il giorno della morte. Provò ad attuare nella sua vita quotidiana tentativi per evitare di essere coinvolto in attentati, come non percorrere sempre la stessa strada per il tragitto casa-lavoro, togliere la targhetta dal citofono di casa oppure far controllare da altri la strada prima di percorrerla. Ma
Il 7 dicembre 1979 dovendosi recare al Tribunale di Roma, per testimoniare a un processo uscì di casa, intorno alle otto del mattino, stava raggiungendo a piedi e in borghese la fermata dell'autobus che l'avrebbe portato a destinazione. All'improvviso, da dietro un muretto, all’angolo tra via Angiolo Cassioli e via Augusto Marini, comparvero dei terroristi che gli spararono contro dei colpi di arma da fuoco e poi, uno di essi, allontanandosi, gli diede il colpo di grazia. Vani furono i tentativi di soccorso e la corsa all’ospedale; il Maresciallo arrivò all’ospedale San Giovanni di Roma senza vita.
Quattro ore dopo tramite una chiamata anonima al centralino di un quotidiano le Brigate Rosse rivendicarono l'omicidio, che rientrava in una campagna messa in atto in quel periodo volta a colpire gli apparati dell'antiterrorismo; già il 9 novembre era stato assassinato a Roma l'agente di Polizia Giudiziaria del Commissariato San Lorenzo Michele Granato, il 27 dello stesso mese, sempre a Roma, il maresciallo comandante della Squadra di Polizia Giudiziaria del Commissariato Appio Nuovo Domenico Taverna, mentre il 25 gennaio 1980 furono assassinati l'appuntato dei Carabinieri Antonino Casu e il tenente colonnello dei Carabinieri Emanuele Tuttobene.

## Onorificenze
Il 25 marzo 1996 viene insignito della medaglia d’oro al Valor Civile “alla memoria e nel 2012 viene indetto per la prima volta il Premio Mariano Romiti, un premio letterario italiano istituito dall'omonima associazione letteraria, con sede a Viterbo.